# 키 리졸브

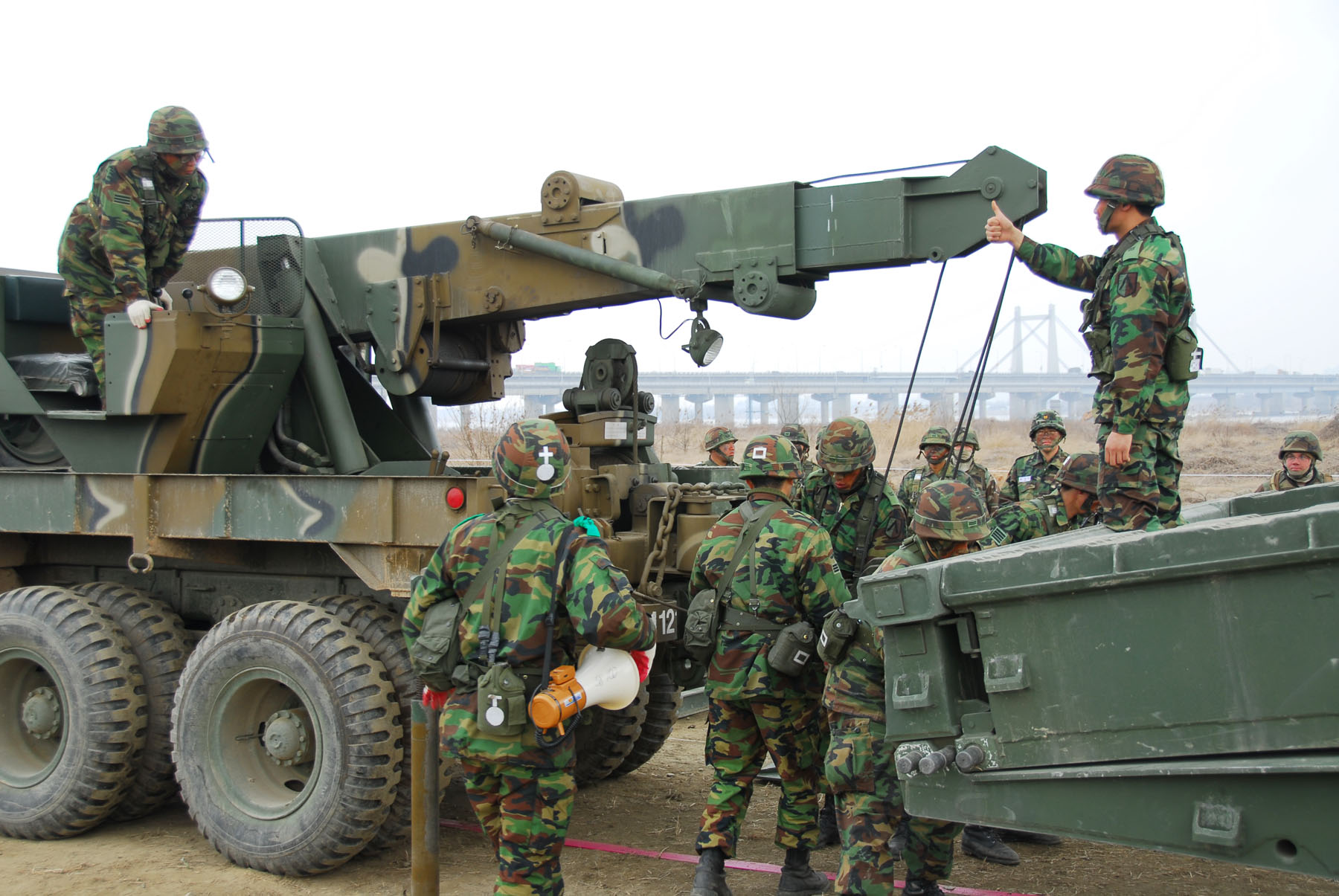
2008년 키 리졸브 훈련

키 리졸브(Key Resolve)는 한반도 유사시 미국 증원 전력을 전개하는 한ㆍ미 간 연례 군사 연습을 지칭하며, '키 리졸브'는 '중요한 결의'라는 뜻이다. 한반도에 전쟁이 발발했을 때 대규모 미 증원군 병력과 장비를 최전방 지역까지 신속하고 안전하게 파견ㆍ배치하는 절차를 숙달하는 연합 전시 증원 훈련이다. 한미연합사령부가 한반도 이외의 지역에서 미군 증원군을 수용하여 유사시에 신속하게 전개할 수 있는 능력을 숙달하기 위하여 매년 봄에 연례적으로 시행한다.
대한민국 국군, 주한 미군, 국외 미군이 벌이는, 야외 기동 훈련인 독수리 연습(Foal Eagle)과 통합되어 실시되었다. 팀 스피리트(Team Spirit)과 그 이후 이뤄진 한미 연합전시증원연습(RSOI, Reception, Staging, Onward Movement, Integration)을 대체한 연습이다.
1976년부터 1993년까지 매년 실시되었던 대규모 한ㆍ미 연합훈련인 팀스피리트 훈련이 정치적 이유 등으로 중단되자, 1994년부터 이를 대신하기 위한 RSOI 연습이 실시되었고, 2008년 키 리졸브 훈련으로 이름을 바꾸었다.
일본은 한·미연합군사훈련인 키리졸브가 아시아 태평양 지역의 억지력이라고 믿고 그 것을 지지한다.
키 리졸브 연습을 '19-1 연습'으로 바꾸는 방안을 논의 중인 것으로 전해졌다.

## 목적
키 리졸브는 연례적인 한미 연합 훈련으로 유사시 한반도 방어를 목적으로 미군 증원병력의 효율적 전개와 유기적인 통합작전 능력을 기르는 데 그 목적이 있다. 독수리 연습은 1961년부터 매년 가을에 연례적으로 실시해 오다가, 2002년부터 당시 한미 연합전시증원연습에 통합되어 현재까지 키 리졸브와 같이 실시되었다. 이 훈련 역시 한미연합군이 북한의 남침을 상정해 연습하는 것으로, 북한의 특수부대 등 비정규군이 남한 후방지역에 침투하여 남한을 교란할 경우를 대비한 훈련이다.

## 주요 훈련
| 시행연도 | 키 리졸브           | 독수리 연습         |
| -------- | ------------------- | ------------------- |
| 2009년   | 3월 9일 ~ 20일      |                     |
| 2010년   | 3월 8일 ~ 18일      |                     |
| 2011년   | 2월 28일 ~ 3월 10일 |                     |
| 2012년   | 2월 27일 ~ 3월 9일  |                     |
| 2013년   | 3월 11일 ~ 21일     |                     |
| 2014년   | 2월 24일 ~ 6일      | 2월 24일 ~ 4월 18일 |
| 2015년   | 3월 2일 ~ 13일      | 3월 2일 ~ 4월 24일  |
| 2016년   | 3월 7일 ~ 18일      | 3월 7일 ~ 4월 30일  |

### 2009년
2009년 3월 9일부터 3월 20일까지 훈련을 실시하였다. 이번 훈련에서는 주한미군 1만 2천여 명과 해외에 주둔 중인 미군 1만 4천여 명 등 2만 6천여명이 참가한 가운데 남한 전역에서 벌어졌다. 게다가 이번 훈련에서는 제3함대 소속의 항공모함 USS 존 C. 스테니스 (CVN-74)호가 참가하였으며 그 외에 주요 함정 10여척이 참가해 대규모 훈련이 개최되었다. 이 기간 동안 한미 연합 야외 기동연습인 독수리 훈련(FE)도 열려 한국군 2만여 명 이상이 참가하였다. 대한민국과 미국 양국은 이 훈련이 연례적인 방어훈련이라는 점을 강조하며 "여러 차례 북측의 참관을 요청한 바 있다."고 설명하고 있다.
이 훈련을 두고 조선인민군 총참모부가 "남북간 군통신을 차단하겠다"고 발표하는 등 군사적 긴장이 강화됐다. 하지만 기간 동안 훈련이 성공적으로 개최되었으며 훈련이 진행되는 동안 눈에 띌만한 북측의 움직임은 보이지 않았다.

### 2010년
2010년 3월 8일부터 3월 18일까지 훈련을 실시하였는데, 주한미군 1만여 명과 증원미군 8000여 명 등 1만 8000여 명의 미군을 비롯한 군단급 이상의 한국군 병력이 참가했다. 합동참모본부는 "이번 키 리졸브 연습과 같은 기간에 실시된 한미 연합 야외기동연습인 독수리훈련은 유사시 한국을 방어하기 위한 연합군의 능력을 향상시키고자 계획됐다"면서 "매년 계속된 연습으로 장비와 병력, 물자 전개능력이 보완 향상되고 있다"고 말했다. 특히 올해는 북한의 WMD 제거를 전담하는 임무를 맡는 미군부대가 참가한 사실이 처음 공개되기도 했다. 작년에 이어 두 번째 참가한 이 부대는 메릴랜드주에 위치한 제20CBRNE사령부로 지난 2004년 10월에 창설됐다. 미국 내는 물론 이라크 등 세계 전장 일선에 파견돼 WMD 신속대응과 탐지, 제거 등의 임무를 수행하는 부대다.
작년에 이어 2010년도 역시 북한은 훈련을 비난하는 내용을 신문에 담으며 "한국과 미국의 훈련은 핵전쟁 도발을 하는 것이다." 라고 하였다.

### 2011년
2011년 훈련은 2011년 2월 28일에서 3월 10일까지 실시하였으며, 조선민주주의인민공화국의 핵미사일 및 WMD를 제거하는 연습을 한미양국군이 공동으로 실시했다. 국외증원 미군 500여 명을 포함한 미군 2300여 명과 한국군 사단급 이상 일부 부대의 병력이 참가했다. 이중 미국 메릴랜드주에 있는 20지원 사령부 요원들도 참가 했는데 이 부대는 미국을 포함해 이라크 등 세계 전장 일선에서 WMD신속대응과 탐지, 제거 등의 임무를 수행해온 부대다.

### 2013년
2013년 훈련은 2013년 3월 11일부터 21일까지 실시된다. 특히 2015년 12월에 예정된 전시작전통제권 전환을 고려해 한미연합군사령부가 아닌 대한민국 합동참모본부가 주도적으로 계획을 수립했다는 특징이 있다. 이 훈련에 대하여 조선민주주의인민공화국은 8일에 불가침 합의 전면폐기와 판문점 직통연락 단절을 예고하였고, 11일 훈련이 시작된 후 대한민국 통일부는 판문점 연락사무소 직통전화가 차단된 것을 확인하였다.

## 같이 보기
- 야전훈련연습( Field Training Exercise (FTX))
- 을지 프리덤 가디언(Ulchi Freedom Guardian (UFG))
- 독수리 연습(Foal Eagle)
- 호국훈련